# Rhynchospora gollmeri
Rhynchospora gollmeri är en halvgräsart som beskrevs av Johann Otto Boeckeler. Rhynchospora gollmeri ingår i släktet småag, och familjen halvgräs.
Artens utbredningsområde är Venezuela. Inga underarter finns listade i Catalogue of Life.